# Tino Vegar
Tino Vegar (* 30. Januar 1967 in Split) ist ein ehemaliger kroatischer Wasserballspieler. Er gewann mit der kroatischen Nationalmannschaft eine olympische Silbermedaille und war mit der jugoslawischen Nationalmannschaft Europameisterschaftszweiter.

## Karriere
Tino Vegar begann seine Karriere bei VK POŠK Split und spielte danach für VK Jadran Split, Mladost Zagreb und VK Medveščak Zagreb. 1996 war er mit Mladost kroatischer Meister und gewann auch den Europapokal der Landesmeister. Am Ende seiner Karriere spielte er in Italien bei Posilipo und bei Ortigia. 2004 war er mit Circolo Nautico Posillipo italienischer Meister.
Bei der Europameisterschaft 1987 gehörte Vegar zum Kader der jugoslawischen Nationalmannschaft. Jede der acht Mannschaften spielte gegen jede andere Mannschaft. Die jugoslawische Mannschaft wurde mit fünf Siegen und zwei Unentschieden Zweiter hinter der Mannschaft aus der Sowjetunion.
Acht Jahre später war Vegar mit der kroatischen Mannschaft bei der Europameisterschaft 1995 in Wien in der Vorrunde Zweiter hinter den Ungarn. In der Zwischenrunde gewannen die Kroaten ein Match und spielten zweimal Unentschieden. Damit wurden sie Gruppenzweite hinter den Italienern. Nach einer Halbfinalniederlage gegen die Ungarn verloren die Kroaten das Spiel um Bronze mit 10:11 gegen die Deutschen. Im Jahr darauf bei den Olympischen Spielen 1996 in Atlanta erreichten die Kroaten in ihrer Vorrundengruppe den dritten Platz. Im Viertelfinale trafen die Kroaten auf die jugoslawische Mannschaft, eigentlich die Mannschaft von Serbien und Montenegro. Nach ihrem 8:6-Sieg bezwangen die Kroaten im Halbfinale die Italiener mit 7:6. Im Finale gewannen dann die Spanier mit 7:5. Vegar erzielte sechs Turniertore, davon eins im Finale.